# Deeper Deeper/Nothing Helps
《Deeper Deeper/Nothing Helps》是日本樂團ONE OK ROCK的第8張單曲，於2013年1月9日發行。

## 簡介
- 與上張單曲《The Beginning》相隔約5個月的新作，《Re:make/NO SCARED》以來的雙A面單曲。
- 《Deeper Deeper》為Ryota(Ba)與Tomoya(Dr)作曲的歌曲。
- 《Nothing Helps》為全英語詞歌曲。

## 收錄曲

### CD
全碟作詞：Taka
1. Deeper Deeper
  - 作曲：Ryota/Tomoya
  - SUZUKI SWIFT SPORT 廣告歌。
2. Nothing Helps
  - 作曲：ONE OK ROCK
  - 全英語詞的歌曲。
  - PS3/Xbox360遊戲《DmC：惡魔獵人》主題曲。
3. 痂（カサブタ）
  - 作曲：Taka